# Brătești, Teleorman
Brătești este un sat în comuna Poeni din județul Teleorman, Muntenia, România. Se află în partea de vest a județului,  în Câmpia Găvanu-Burdea, pe malul stâng al Glavaciocului. La recensământul din 2002 avea o populație de 117 locuitori.